# Băile Tușnad
Băile Tușnad (en hongrois: Tusnádfürdő) est une ville roumaine du județ de Harghita, dans le Pays sicule en Transylvanie. C'était en 2011 la ville la moins peuplée de Roumanie.[réf. nécessaire]
La municipalité est composée des deux localités suivantes :
- Băile Tușnad (Tusnádfürdő), le siège de la commune
- Carpitus (Kárpitus)

## Localisation
La ville de Băile Tușnad est située au sud-est du județ de Harghita, à l'est de Transylvanie, au pied des monts Bodoc dans les Carpates orientales, sur les rives de l'Olt, à 34 km de Miercurea Ciuc (Csíkszereda).

## Histoire
La ville et la région environnante sont célèbres pour leurs cures thermales et les eaux minérales reçues des sept sources. À proximité se trouve le lac Sfânta Ana, un célèbre lac de cratère volcanique, unique en son genre en Roumanie.

## Politique
| Période | Période  | Identité     | Étiquette | Qualité |
| ------- | -------- | ------------ | --------- | ------- |
| 2008    | En cours | Tibor Albert | PCM       |         |

## Monuments et lieux touristiques
- Église orthodoxe “Assomption de Marie”, construite en 1939
- Tour Apor, construite en 1883
- Réserve naturelle Piatra Șoimilor (aire protégée d'une superficie d'un hectare)
- Réserve naturelle Lac “Sainte Anne” (Sfânta Ana - Szent Anna)(19,5 ha)
- Réserve naturelle Tinovul Mohoș (240 ha)
- Rivière Olt
- Montagnes Bodoc et Harghita

## Relations internationales
La ville de Băile Tușnad est jumelée avec :
- Harkány (Hongrie)